# Jug
Jug (ros. Юг) – rzeka na północy europejskiej części Rosji po połączeniu z Suchoną tworzy Dwinę. Źródła w Uwałach Północnych. Nazwa pochodzi z języka fińskich mieszkańców jej dorzecza i oznacza rzekę (fin. joki).